# Malabar Man
Malabar Man, född 1994 i USA, död 25 oktober 2011 på Winbak Farm of New York i USA, var en amerikansk varmblodig travhäst. Han tränades av Jimmy Takter och kördes av amatörkusken och sin uppfödare Malvern C. Burroughs.
Malabar Man sprang in 16,3 miljoner kronor på 31 starter varav 26 segrar. Bland hans främsta meriter räknas segrarna i Hambletonian Stakes (1997) och Breeders Crown (1996, 1997). Bland hans större meriter räknas även andraplatsen i World Trotting Derby (1997).

## Karriär
Malabar Man gjorde under sin karriär totalt 31 starter och vann 26 av dessa. Under sin debutsäsong (1996), som tvååring, vann han bland annat finalen av amerikanska Breeders Crown för tvååriga hingstar och valacker. Han segrade i Breeders Crown även 1997. Under säsongen 1997 segrade han även i världens största treåringslopp Hambletonian Stakes på Meadowlands Racetrack, detta via open stretch med Burroughs i sulkyn. Samma år blev han utsedd till American Harness Horse of the Year i USA.
Efter sin karriären verkade Malabar Man som avelshingst och han har i aveln lämnat efter sig ett flertal miljonärer. Hans vinstrikaste avkomma är hingsten Malabar Circle Ås (1999), som sprang in 13 miljoner kronor på 73 starter.